# ألاسان ميتي
ألاسان ميتي (مواليد 9 يونيو 2000، لاعب كرة قدم فرنسا من مواليد كوركورون في فرنسا يجيد اللعب في الهجوم.
لعب في الفئات السنية في باريس سان جيرمان وليستر سيتي ونادي الفجيرة.